# María Fernanda Áitizábal
María Fernanda Aristizábal Urrea (sinh ngày 19 tháng 6 năm 1997) Cô là người mẫu Colombia và là nữ hoàng sắc đẹp chiến thắng Hoa hậu Colombia 2019-2020. Với danh hiệu của mình, cô đại diện cho quốc gia này tại cuộc thi Hoa hậu Hoàn vũ 2022.

## Tiểu sử
Aristizábal sinh ra tại Armenia, Quindío, Colombia.Mẹ cô là Bertha Lucía Urrea Posso.Hiện nay, cô là sinh viên ngành Truyền thông xã hội tại Đại học Công giáo Luis Amigó.. Cô là người gốc Tây Ban Nha-Pháp.

## Sự nghiệp

María Fernanda Aristizábal đăng quang Hoa hậu Hoàn vũ Colombia 2022 tại Nhà thờ Salt của Zipaquirá

### Cuộc thi sắc đẹp
Cô bắt đầu tham gia sự nghiệp thi thố vào năm 2019, với danh hiệu Miss Quindío 2019. Sau đó cô được cử tham dự Hoa hậu Colombia 2019 vào tháng 11,cô đã nhận được hai giải phụ  "Queen of the Police" and "Best Body" trong các hoạt động ngoài lề.Trong đêm chung kết diễn ra vào 11/11 Aristizábal đã xuất sắc dành danh hiệu cao nhất và được trao lại vương miệng từ đương kim hoa hậu Gabriela Tafur. Theo thông lệ, cô sẽ đại diện cho quốc gia này tại cuộc thi Hoa hậu Hoàn vũ 2020 nhưng sau đó, Tổ chức Hoa hậu Colombia đã mất bản quyền Hoa hậu Hoàn vũ và một cuộc thi mới có tên "Hoa hậu Hoàn vũ Colombia" đã được thành lập, giành quyền cử thí sinh đến Hoa hậu Hoàn vũ. Do đó, cô sẽ trở thành đại diện Colombia tại Hoa hậu Quốc tế 2022.
Tuy nhiên, đến ngày 6 tháng 4 năm 2022, cô đã được bổ nhiệm trở thành đại diện quốc gia tại Hoa hậu Hoàn vũ 2022. Theo đó, Natalia López Cardona, Á hậu 1 của cuộc thi Hoa hậu Colombia 2021 sẽ thay cô thi đấu tại Hoa hậu Quốc tế 2022.